# GPRASP1 (gen)
GPRASP1, GPCR-asocirani sortirajući protein 1, je protein koji je kod ljudi kodiran GPRASP1 genom.

## Interakcije
Za GPRASP1 (gen) je pokazano da interaguje sa delta opioidnim receptorom.

## Literatura
- Patrie KM; Drescher AJ; Goyal M;  . (2001). „The membrane-associated guanylate kinase protein MAGI-1 binds megalin and is present in glomerular podocytes.”. J. Am. Soc. Nephrol. 12 (4): 667—77. PMID 11274227.
- Whistler JL; Enquist J; Marley A;  . (2002). „Modulation of postendocytic sorting of G protein-coupled receptors.”. Science. 297 (5581): 615—20. PMID 12142540. doi:10.1126/science.1073308.
- Strausberg RL; Feingold EA; Grouse LH;  . (2003). „Generation and initial analysis of more than 15,000 full-length human and mouse cDNA sequences.”. Proc. Natl. Acad. Sci. U.S.A. 99 (26): 16899—903. PMC 139241 . PMID 12477932. doi:10.1073/pnas.242603899.
- Heydorn A; Søndergaard BP; Ersbøll B;  . (2005). „A library of 7TM receptor C-terminal tails. Interactions with the proposed post-endocytic sorting proteins ERM-binding phosphoprotein 50 (EBP50), N-ethylmaleimide-sensitive factor (NSF), sorting nexin 1 (SNX1), and G protein-coupled receptor-associated sorting protein (GASP).”. J. Biol. Chem. 279 (52): 54291—303. PMID 15452121. doi:10.1074/jbc.M406169200.
- Gerhard DS; Wagner L; Feingold EA;  . (2004). „The status, quality, and expansion of the NIH full-length cDNA project: the Mammalian Gene Collection (MGC).”. Genome Res. 14 (10B): 2121—7. PMC 528928 . PMID 15489334. doi:10.1101/gr.2596504.
- Ross MT; Grafham DV; Coffey AJ;  . (2005). „The DNA sequence of the human X chromosome.”. Nature. 434 (7031): 325—37. PMC 2665286 . PMID 15772651. doi:10.1038/nature03440.
- Bartlett SE; Enquist J; Hopf FW;  . (2005). „Dopamine responsiveness is regulated by targeted sorting of D2 receptors.”. Proc. Natl. Acad. Sci. U.S.A. 102 (32): 11521—6. PMC 1183554 . PMID 16049099. doi:10.1073/pnas.0502418102.
- Kimura K; Wakamatsu A; Suzuki Y;  . (2006). „Diversification of transcriptional modulation: large-scale identification and characterization of putative alternative promoters of human genes.”. Genome Res. 16 (1): 55—65. PMC 1356129 . PMID 16344560. doi:10.1101/gr.4039406.